# Liste des cavités naturelles les plus longues de la Haute-Corse

Département de la Haute-Corse.

La liste des cavités naturelles les plus longues de la Haute-Corse recense sous la forme d'un tableau, les cavités souterraines naturelles connues, dont le développement est supérieur ou égal à cent mètres.
La communauté spéléologique considère qu'une cavité souterraine naturelle n'existe vraiment qu'à partir du moment où elle est « inventée » c'est-à-dire découverte (ou redécouverte), inventoriée, topographiée et publiée. Bien sûr, la réalité physique d'une cavité naturelle est la plupart du temps bien antérieure à sa découverte par l'homme ; cependant tant qu'elle n'est pas explorée, mesurée et révélée, la cavité naturelle n'appartient pas au domaine de la connaissance partagée.
La liste spéléométrique des plus longues cavités naturelles de la Haute-Corse (≥ 100 m) est  actualisée fin 2018.
La plus longue cavité répertoriée dans le département de la Haute-Corse est la grotte de Butrone (cf. ligne 1 du tableau ci-dessous).

## Haute-Corse (France)

### Cavités de développement supérieur ou égal à100m
23 cavités sont recensées au 31-12-2018.
| Réf. | Cavités (autres noms)  | Communes            | Massifs ou zones géographiques | Coordonnées (WGS 84)        | Développement (en mètres) | Dénivelée (en mètres) | Sources ou références        | Mises à jour |
| ---- | ---------------------- | ------------------- | ------------------------------ | --------------------------- | ------------------------- | --------------------- | ---------------------------- | ------------ |
| 1    | Grotte de Butrone      | Sisco               |                                | 42° 48′ 17″ N, 9° 26′ 55″ E | +000557, m                | +0026, m              | Spéléométrie de la France    | 2000-00      |
| 2    | Gouffre Castiglione 3  | Oletta              |                                | 42° 39′ 25″ N, 9° 17′ 51″ E | +000528, m                | +0037, m              | I Putachji Topinni n°3 p. 11 | 2000-00      |
| 3    | Grotte de Carpinella   | Lano                |                                | 42° 22′ 05″ N, 9° 14′ 06″ E | +000500, m                | +0000, m              | Spéléométrie de la France    | 2000-00      |
| 4    | Buga di A Cutina       | Ghisoni             |                                | 42° 05′ 05″ N, 9° 15′ 16″ E | +000339, m                | +0117, m              | Spéléométrie de la France    | 2000-00      |
| 5    | Grotte de Sapara       | Castiglione         |                                | 42° 24′ 52″ N, 9° 08′ 04″ E | +000337, m                | +0026, m              | Spéléométrie de la France    | 2000-00      |
| 6    | Gouffre Castiglione 1  | Oletta              |                                |                             | +000298, m                | +0043, m              | I Putachji Topinni n°5 p. 2  | 2000-00      |
| 7    | Grotta di Pietralbello | Moltifao            |                                | 42° 28′ 15″ N, 9° 10′ 36″ E | +000286, m                | +0038, m              | Spéléométrie de la France    | 2000-00      |
| 8    | Gouffre I Luminelli    | Morosaglia          |                                | 42° 26′ 41″ N, 9° 15′ 49″ E | +000253, m                | +0061, m              | Spéléométrie de la France    | 2000-00      |
| 9    | Gouffre Castiglione 5  | Oletta              |                                |                             | +000241, m                | +0032, m              | Spéléométrie de la France    | 2000-00      |
| 10   | Grotte Santa Catalina  | Sisco               |                                | 42° 49′ 01″ N, 9° 29′ 20″ E | +000229, m                | +0196, m              | Grottocenter                 | 2000-00      |
| 11   | Gouffre Castiglione 2  | Oletta              |                                |                             | +000211, m                | +0037, m              | Spéléométrie de la France    | 2000-00      |
| 12   | Aven de Razzu Bianco   | Venaco              |                                | 42° 12′ 55″ N, 9° 10′ 10″ E | +000186, m                | +0029, m              | Spéléométrie de la France    | 2000-00      |
| 13   | Grotte de Trulana 2    | Corte               |                                |                             | +000168, m                | +0036, m              | I Putachji Topinni           | 2016-03      |
| 14   | Grotte de Brando       | Brando              |                                | 42° 46′ 06″ N, 9° 28′ 06″ E | +000154, m                | +0030, m              | Spéléométrie de la France    | 2000-00      |
| 15   | Gouffre U Tribbiolu    | San-Nicolao         |                                |                             | +000148, m                | +0047, m              | Spéléométrie de la France    | 2000-00      |
| 16   | Grotta di Ghjuvani     | Santa-Maria-di-Lota |                                | 42° 44′ 48″ N, 9° 27′ 13″ E | +000133, m                | +0026, m              | Spéléométrie de la France    | 2000-00      |
| 17   | Grotta I Topi Pinnuti  | Sorio               |                                | 42° 35′ 09″ N, 9° 15′ 59″ E | +000132, m                | +0000, m              | Spéléométrie de la France    | 2000-00      |
| 18   | Grotta de Gudrone      | Sorio               |                                | 42° 35′ 11″ N, 9° 15′ 55″ E | +000131, m                | +0023, m              | I Putachji Topinni           | 2016-03      |
| 19   | « Igue » de Begood     | Venaco              |                                |                             | +000127, m                | +0016, m              | I Putachji Topinni           | 2006-03      |
| 20   | Grotte de Cortè        | Pietracorbara       |                                | 42° 50′ 32″ N, 9° 26′ 02″ E | +000126, m                | +0026, m              | pietracorbara.net            | 2000-00      |
| 21   | Gouffre du Sémaphore   | Brando              |                                |                             | +000124, m                | +0022, m              | I Putachji Topinni n°5 p. 2  | 2000-00      |
| 22   | Trou de Velone 1       | Velone-Orneto       |                                | 42° 24′ 06″ N, 9° 28′ 04″ E | +000112, m                | +0022, m              | I Putachji Topinni           | 2018-06      |
| 23   | Grotte de Valletto     | Casanova            |                                | 42° 16′ 16″ N, 9° 10′ 07″ E | +000100, m                | +0022, m              | Spéléométrie de la France    | 2000-00      |